# En dans på knivens egg
En dans på knivens egg är ett musikalbum av Thorsten Flinck, som gavs ut den 7 mars 2012. Skivan släpptes såväl som CD som LP.

## Låtlista
1. En dans på knivens egg (Ted Ström)
2. Min skuld till dig (John Holm)
3. Hjärtats slutna rum (Dan Hylander)
4. Jag reser mig igen (text: Ted Ström, musik: Thomas G:son)
5. Sidböle härad (Ted Ström)
6. Fyrvaktarens dotter (text: Ted Ström, musik: Lorne de Wolfe)
7. Mot södra korset (Ted Ström)
8. Gengångare (text: Dan Andersson, musik: Calle Löfmarck)
9. Efter alla dessa år (Ted Ström)
10. Balladen om K (Björn Afzelius)

Anmärkning: För spår åtta - "Gengångare" - har det fram till 2013 uppgivits fel upphovsman till musiken i konvolutet. Det är Calle Löfmarck och inte Tommy Rådberg som står för tonsättningen. STIM korrigerade detta den 30 april 2013. På fysiska exemplar av albumet, tryckta före detta datum, stämmer således inte uppgifterna om upphovsman till detta spår. Detta gäller även Thorsten Flincks album Vildvuxna Rosor från 2005 där samma tonsättning av Gengångare finns med. 

## Listplaceringar
Skivan nådde som högst en tredje plats på försäljningslistan.